# Couze (dopływ Corrèze)
Couze – rzeka w południowej Francji, w departamencie Corrèze, prawy dopyw Corrèze. 
Couze ma 15 km długości. Swoje źródła ma w stawie Lachamp w gminie Favars, a uchodzi do Corrèze na wschód od miejscowości Malemort.